# Rivière Cascapédia
Der Rivière Cascapédia ist ein in den Sankt-Lorenz-Golf mündender Fluss in der kanadischen Provinz Québec.

## Flusslauf
Der Fluss entspringt auf der Gaspésie-Halbinsel in den Monts Chic-Chocs im See Lac Cascapédia. Das Quellgebiet des Flusses befindet sich im Parc national de la Gaspésie. Der Fluss Rivière Cascapédia fließt in südlicher Richtung und mündet westlich von New Richmond in die Bucht Baie de Cascapédia, eine Nebenbucht der Baie des Chaleurs. Die Flusslänge beträgt 129 km. Das Einzugsgebiet umfasst 3160 km². Der mittlere Abfluss beträgt 72 m³/s. Die Nationalstraße Route 299 verläuft 69 km entlang dem Unterlauf des Flusses.

## Flussfauna
Der Atlantische Lachs kommt im Fluss vor.